# 1290年代
1290年代（せんにひゃくきゅうじゅうねんだい）は、西暦（ユリウス暦）1290年から1299年までの10年間を指す十年紀。

## できごと

### 1291年
- マムルーク朝が 十字軍の最後の拠点のアッコを陥落させる。
- ウーリ・シュヴィーツ・ウンターヴァルデンの三州による原初同盟が結ばれる（スイス連邦の始まり）。

### 1293年
- 九州に鎮西探題を置く。

### 1294年
- ヴィジャヤが元軍をジャワから追い払い、マジャパヒト王国を建てる。
- クビライが没し、テムルが、モンゴル帝国（元）の第6代カアンに就く。

### 1295年
- マルコ・ポーロ、ヴェネツィアに帰国する。

### 1296年
- イングランド王エドワード1世、スコットランドよりスクーンの石を奪う。

### 1297年
- 鎌倉幕府が、永仁の徳政令を出す。

### 1298年
- 伏見天皇が譲位し、第92代後伏見天皇が即位。

### 1299年
- オスマン帝国成立。